# Boffa
Boffa – miasto w zachodniej Gwinei; stolica prefektury Boffa. Według danych szacunkowych na rok 2010 liczy 21 942 mieszkańców. Ośrodek przemysłowy. Leży nad estuarium rzeki Pongo, uchodzącej do Atlantyku.